# Войцех Галонзка
Войцех Галонзка (пол. Wojciech Gałązka) (19 квітня 1947, Бжезіни) — польський дипломат. Генеральний Консул Республіки Польща у Луцьку (2003—2007). Доктор гуманітарних наук. Почесний доктор Великотирновського університету імені Св. Кирилла та Св. Мефодія. Почесний доктор Східноєвропейського національного університету імені Лесі Українки.

## Життєпис
Народився у 1947 році в Бжезінах поблизу Лодзі. У 1965–70 рр. вивчав славістику в Ягеллонському університеті — з 1966 по 1969 рр. — керівник наукового гуртка славістів університету. У 1970 році закінчив з відзнакою університет.
З 1970 року почав працювати в Інституті слов'янської філології Ягеллонського університету. У 1969—1981 роках він був членом Польської об'єднаної робітничої партії, а з 1980 по 1992 р. — НСПС «Солідарність». У 1988—1994 роках був заступником голови Асоціації друзів творчості Яна Каспровича. У 1989—1990 роках двічі був стипендіатом Pax Christi у Відні, де вивчав німецькі культурні контексти слов'янської літератури. У 1992/93 навчальному році викладач польської мови в Софійському університеті. У 1993—1999 роках був радником посольства Польщі та директором Польського інституту в Софії. З 1999 року був радником міністра у департаменті культурної та наукової політики, а потім у департаменті промоції Міністерства закордонних справ, в якому він був начальником територіального управління.

## Автор публікацій
До його наукових досягнень належить близько 70 публікацій, у тому числі 4 книги та 12 томів перекладів творів слов'янської літератури.